# Umělý trávník

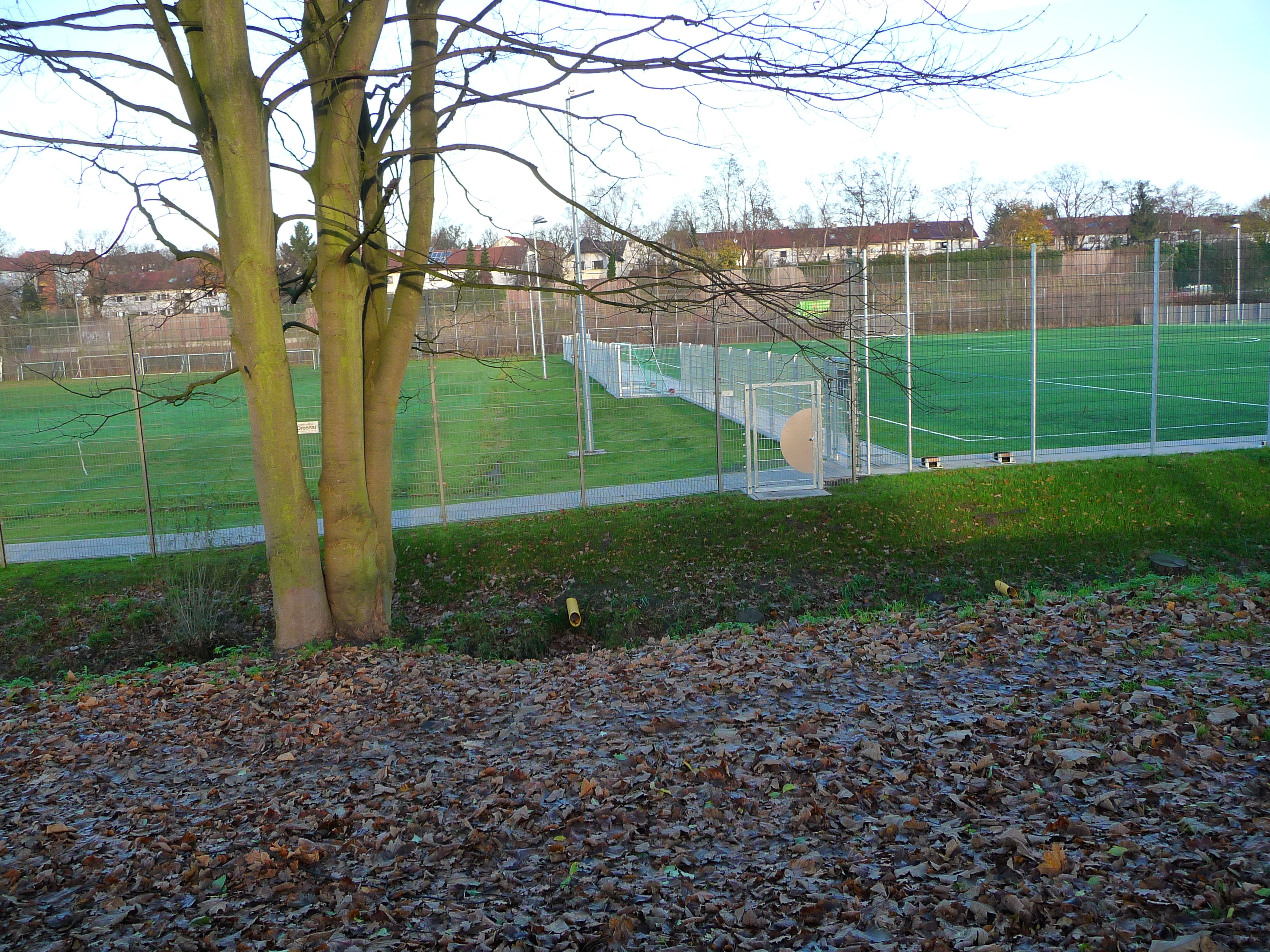
Trávník: vlevo přírodní, vpravo umělý

Umělý trávník je druh koberce z umělých hmot, který se svým charakterem a vzhledem podobá přírodnímu trávníku.
Vlastní trávník je všívaná plošná textilie s vlasem z materiálů s vysokou pevností. Pro určité účely použití se mezery mezi „stébly“ instalovaného trávníku zaplňují pryžovým granulátem nebo pískem.

## Druhy umělého trávníku
- Materiálové složení a struktura trávníku pro hřiště se přizpůsobuje druhu provozovaného sportu.

Známé jsou speciální druhy zejména pro fotbal, baseball, rugby, golf, pozemní hokej
- Trávník pro zkrášlení veřejných prostranství (obzvlášť v oblastech s nedostatkem vody pro udržování), příjezdní cesty, soukromá obydlí (zahrady, střechy se zelení aj.) je zpravidla levnější, konstruován na menší zatížení

## Způsob výroby

### Příze
Na „stébla“, tj. na výplň všívanou do podkladové tkaniny se vyráběla asi do roku 2005 výhradně z polyethylenových fóliových pásků. Potom se však pro tento účel začaly používat poněkud dražší, ale mnohem trvanlivější monofilní příze.

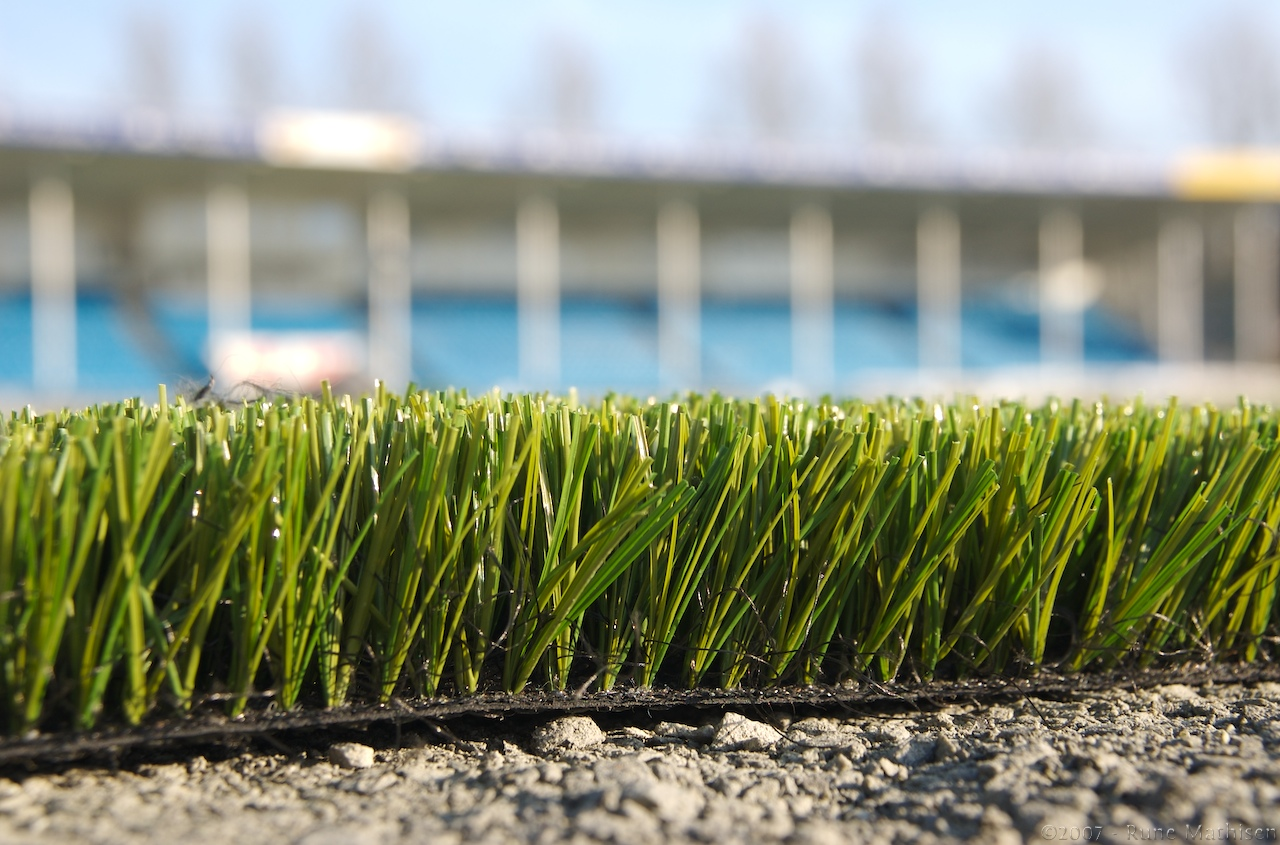
Umělý trávník s maximální délkou stébel

Podle druhu sportu se doporučují monofily:
- Z polyamidu např. na golf a pozemní hokej, veřejná prostranství
- Z polethylenu a polypropylenu na fotbal a rugby
- Ve stádiu vývoje jsou dvou- resp. třívrstvá vlákna („trico“), např. vnější vrstva z PE, jádro z PA a mezivrstva z lepkavé hmoty.

Umělý trávník se „stébly" z kombinace tvarovaných a hladkých monofilů se dá případně použít bez výplně granulátem.

### Podkladová tkanina
Se vyrábí z polypropylenové příze. Všívání (tufting) se provádí na strojích s pracovní šířkou až 5 metrů, vlasy s hustotou cca 15 000-20 000/m2 se zpevňují na rubní straně tkaniny latexovým nebo polyuretanovým zátěrem a tkanina se perforuje. „Stébla“ se stříhají na délku asi od 2 do 7 cm, hotový koberec váží 2–4 kg/m2. 

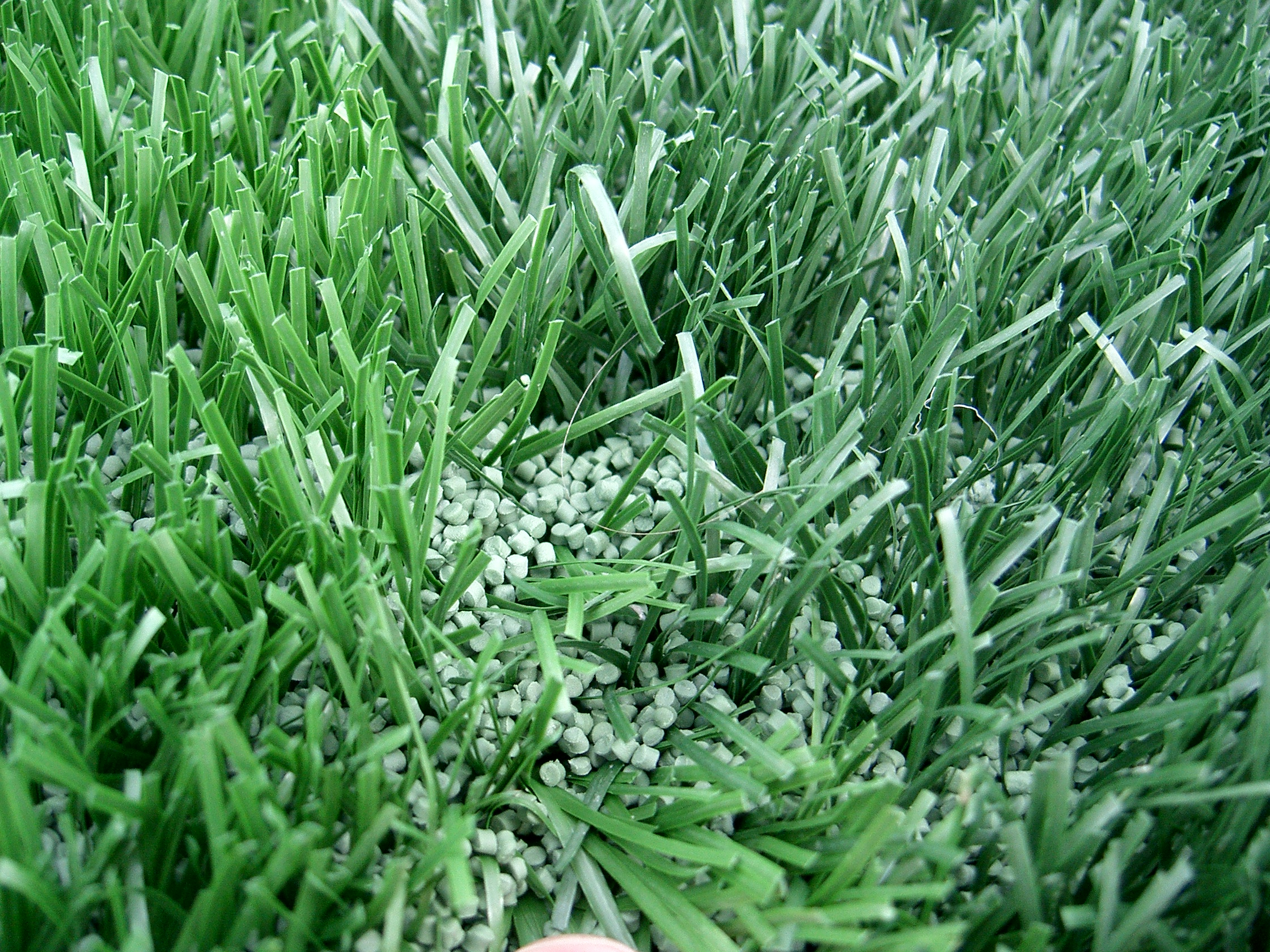
Trávník s pryžovým granulátem

### Instalace
Způsob instalace (složení podkladové plochy, příp. odvodnění atd.) je závislý na použití trávníku a lokálních podmínkách. Postup pro položení umělého trávníku na zeminu probíhá v několika krocích:
1. Odstranění původní trávy - v první fázi je třeba odstranit travní drny a zeminu do hloubky 10 cm a zhutnit podkladovou vrstvu.
2. Instalace drenážní vrstvy - následuje rozprostření dvou vrstev drceného kamene dvou typů hrubosti do výšky cca 1 cm.
3. Samotná instalace umělé trávy - na závěr dochází k položení umělého travního koberce do prostoru vymezeného obrubníkem pro snazší zapuštění do okolního terénu.

### Údržba
U většiny trávníků se po instalaci mezi stébla sype granulát z použitých pneumatik (nebo v menší míře také písek), kterým se zlepšuje stabilita a pružnost trávníku. Údržba trávníku na hřištích spočívá v kartáčování povrchu každých 10-14 dní. V roce 2008 se udávala životnost umělého trávníku na nejméně 10 let. Na umělém trávníku se dá hrát např. fotbal asi 2000 hodin (na přírodním 400 hodin), celkové kapitálové a provozní náklady na hodinu hry obnášejí cca 27 €/m2 (u přírodního nejméně 107 €).

## Z historie
Technologie výroby byla vyvinuta v 50. letech 20. století v Itálii, první výrobky přišly na trh v USA v roce 1960, v roce 2006 dosáhla celosvětová výroba 110 milionů m2. Umělou trávu můžeme rozdělit na několik generací:

### 1. generace
První generace umělé trávy byla vyrobena v 60. letech 20. století z nylonového polyamidu s krátkým vlasem. Tato tráva byla na dotek drsná a tvrdá, což způsobovalo třecí popáleniny sportovcům, kteří se po ní sklouzli. Vzhledově přírodní trávník nepřipomínala.

### 2. generace
Kvůli problémům sportovců s povrchem 1. generace umělé trávy vznikla v 80. letech 2. generace trávníků vyráběná z polypropylenu (PP). Vyznačovala s dlouhými vlákny, pískovou výplní a realističtějším vzhledem. Tento typ se osvědčil ve sportech, kde nedocházelo k častému kontaktu s trávníkem. Díky drsnému povrchu se ale neujal u amerického fotbalu ani u fotbalu.

### 3. generace
Třetí generace se začala vyrábět v 90. letech z polyetylenu (PE) a granulované pryže. Tento typ umělé trávy vypadal více jako skutečná tráva a v míčových sportech se tak i více podobně choval. Od předchozích generací se odlišoval lepším podložím a délkou vláken 5 - 6 cm.

### 4. generace
Čtvrtá generace na rozdíl od umělé trávy 3. generace již nevyužívá pryžovou vyplň nad vrstvou písku, ale směs různých tvarovaných přízí, což umožňuje více mírnit pády a ještě více napodobuje chování míče na přírodním trávníku.
Koberce na umělý trávník sestávaly z 57 % PE, 32 % PP a 11 % PA. 40 % ploch bylo v roce 2006 instalováno na fotbalových hřištích, 40 % na tenisových, 10 % na hřištích pro pozemní hokej a 10 % na ostatních plochách.
V roce 2010 stál např. v Německu umělý trávník včetně instalace na fotbalovém hřišti cca 60 €/m2.

## Zdravotní rizika
Umělý trávník se vyrábí z recyklovaných materiálů a je tak zdravotně závadný.